# لوپارا
لوپارا (به ایتالیایی: Lupara) یک کومونه در ایتالیا است که در استان کامپوباسو واقع شده‌است.

## خصوصیات
لوپارا ۲۵٫۶ کیلومترمربع مساحت و ۵۶۷ نفر جمعیت دارد و ۵۰۵ متر بالاتر از سطح دریا واقع شده‌است.